# Stewart Downing
Stewart Downing (n. 22 iulie 1984) este un fost fotbalist englez care a evoluat la echipe precum Middlesbrough, Liverpool sau Aston Villa și pentru echipa națională de fotbal a Angliei. A jucat pe posturile de extremă și mijlocaș ofensiv, evoluând în trecut și pe poziția de fundaș stânga. Este dublu câștigător al Cupei Ligii Angliei (2004, 2012 - ediție în care a fost declarat omul finalei). Cu naționala Angliei a ajuns în sferturile CM 2006 și Euro 2012.

## Meciuri la națională
La 18 noiembrie 2014.
| Echipa națională | An    | Meciuri | Goluri |
| ---------------- | ----- | ------- | ------ |
| Anglia           | 2005  | 1       | 0      |
| Anglia           | 2006  | 8       | 0      |
| Anglia           | 2007  | 7       | 0      |
| Anglia           | 2008  | 5       | 0      |
| Anglia           | 2009  | 2       | 0      |
| Anglia           | 2011  | 9       | 0      |
| Anglia           | 2012  | 2       | 0      |
| Anglia           | 2014  | 1       | 0      |
| Total            | Total | 35      | 0      |

## Legături externe
- Stewart Downing la thefa.com
- Stewart Downing la Soccerbase